# 方県津神社
方県津神社（かたがたつじんじゃ）は、岐阜県岐阜市にある神社である。
美濃国方県郡式内社の方県津神社とされている。但し、美濃国方県郡の方県津神社に関しては他にも津神社、縣神社などの幾つかの論社がある。本殿、拝殿などは古墳上にある。

## 祭神
- 丹生川上摩須郎女命

丹波道主命（日子坐王の皇子）の妻。日葉酢媛命（垂仁天皇の皇后）の母でもある。
- - 丹生川上摩須郎女命の義父が日子坐王（伊波乃西神社主神）、孫が五十瓊敷入彦命（伊奈波神社主神）。五十瓊敷入彦命の后は渟熨斗姫命（金神社主神）であり、その子は市隼雄命（橿森神社主神）である。このことから、美濃国に深い関わりがあると言える。

## 所在地
- 岐阜県岐阜市八代3丁目13-1

## 交通機関
- 岐阜バス三田洞線「長良八代公園前」バス停下車
  - JR岐阜駅バスターミナル（岐阜駅北口）10番のりば、名鉄岐阜のりば（名鉄岐阜駅西）5番のりばより「K50 長良八代公園前」行き